# Eddie Arcaro
George Edward Arcaro, conocido como Eddie Arcaro (Cincinnati, Ohio; 19 de febrero de 1916 - Miami, Florida; 14 de noviembre de 1997) fue un jockey profesional estadounidense.

## Carrera
Se convirtió en el primer jockey en jinetear cinco caballos ganadores del Derby de Kentucky en los años 1938, 1941, 1945, 1948 y 1952, además de ser el primero en cabalgar a dos campeones de la Triple Corona, el Whirlaway en 1941 y el Citation en 1948. En 31 años de montar equinos purasangre desde 1931 hasta 1961, ganó 549 eventos de categoría stakes, un total de 4,779 carreras y más de $30 millones de dólares en ganancias.
En 1958 entra al Salón de la Fama de la Hípica. 

## Fallecimiento
Arcaro murió de un cáncer de hígado en 1997.